# Балгини, Шюкюри
Шюкюри Балгини (алб. Shyqyri Ballgjini; родился 14 марта 1954 года, Дуррес, Албания) — бывший албанский футболист, который большую часть своей карьеры, за исключением одного сезона, играл за Динамо Тирана, а также за сборную Албании. За свою карьеру Балгини забил более 100 голов в чемпионате и более 50 голов в Кубке Республики.

## Клубная карьера
В 1973—1984 (кроме сезона 1978/79, где был игроком «Влазнии» из Шкодера) Шюкюри Балгини являлся игроком «Динамо» Тирана. В составе «Динамо» выиграл 5 чемпионатов Албании и 2 кубка Албании. Балгини является обладателем титула «Легенда албанского футбола» и входит в список 100 лучших албанских игроков всех времен.

## Международная карьера
Шюкюри Балгини дебютировал за Албанию в отборе на чемпионат мира 1 апреля 1981 против Западной Германии. Его последний матч состоялся против сборной Финляндии 2 сентября 1981 года.

## Достижения

### Клубные достижения

#### Динамо Тирана
- Победитель Албанской Суперлиги: 1972/73, 1974/75, 1975/76, 1976/77, 1979/80
- Обладатель Кубка Албании: 1973/74, 1977/78
- Спартакиада Комбетаре: 1974
- Кубок Народной Армии: 1973, 1978

### Индивидуальные достижения
- Легенда албанского футбола[1].